# Mbayá Guaraní
Els Mbayá Guaraní (o Mbyá Guaraní) són un grup guaraní que es troba principalment a la província de Misiones (Argentina), Paraguai i Mato Grosso do Sul. La seva llengua, que es diu també Mbayá Guaraní, és del grup tupi-guaraní i és parlada per prop de 20.000 persones, encara que la població d'aquesta ètnia seria lleugerament superior, però alguns ja només parlen castellà.
A la província de Misiones, com a gest de sobirania, autodeterminació i unitat amb tots els pobles originaris d'Amèrica, el Consell de Cacics de la Nació Mbyá Guaraní, va acordar adoptar la wiphala com a insígnia de llibertat. La wiphala és de forma quadrada, expressa la societat comunitària, està composta dels set colors de l'arc iris (vermell, taronja, groc, blanc, verd, blau i violeta), de quatre colors corresponents a les quatre regions, que corresponen a més a més als quatre elements, als quatre punts cardinals i a les quatre estacions. És el símbol no solament de la resistència dels pobles originaris d'Amèrica, és també el calendari de la nació confederada andina i dels estudis astronòmics: la quadratura còsmica.
La bandera específica de la Comunitat Mbyá Guaraní Yyryapu fou adoptada el 12 d'octubre de 2009, durant una cerimònia privada. El 16 d'octubre fou hissada per primer cop en públic junt amb les banderes de l'Argentina i de la província de Misiones. És horitzontal bicolor amb un disc groc al centre, tenint per tant tres colors: el blau (part superior) que simbolitza el cel; el verd (part inferior) que representa la muntanya, i el groc que representa al sol. Està previst que a la bandera cerimonial es pintarà el rostre de Nemesio Franco, recordat Opygua conductor de Yyryapu, dins del sol.